# 幻影血脈
《JoJo的奇妙冒險 第一部 幻影血脈》（日语：ジョジョの奇妙な冒険 Part1 ファントムブラッド）為日本漫畫家荒木飛呂彥創作的日本漫畫《JoJo的奇妙冒險》系列的第一部，於《週刊少年Jump》連載，自1987年1·2號連載至同年46號，共44話，收錄於單行本1～5卷。
「幻影血脈」為之後添加的副標題，連載當時的副標題為「第一部 喬納森·喬斯達 他的青春」。本作於2006年10月26日推出PS2遊戲，於2007年2月17日推出動畫電影，並於2012年推出電視動畫。

## 故事大綱
這是一個關於兩個年輕人和一個古老的阿茲特克石鬼面的奇怪故事，19世紀末的英國（時間線為大英帝国時期），達利歐‧布蘭度打算洗劫在馬車車禍中受傷的貴族喬治‧喬斯達時，被喬治誤認為救命恩人。 1880年達利歐因病過世之後，達利歐的兒子迪奧·布蘭度（DIO）成為了喬斯達家的養子。迪奧為了奪取喬斯達家的家產，處處迫害喬治的兒子喬納森·喬斯達（JoJo），不但在喬納森的朋友中散播謠言、強吻其初戀情人艾琳娜，害死喬納森的愛犬，還企圖毒殺喬治。
迪奧被收為養子七年後，他企圖下藥害死喬治的計畫被喬納森發現，喬納森在追查毒藥的來源時結識了食屍鬼街的流氓老大羅伯特‧E‧O‧史比特瓦根。與此同時，迪奧得知了一只被喬斯達家當作收藏品的面具「石鬼面」的用途，只要將面具戴上並沾血，就能將佩帶的人變成吸血鬼。
喬納森從食屍鬼街歸來後，與變成吸血鬼的迪奧在喬斯達宅邸決鬥，他雖然重創了迪奧，自己也受了重傷。喬納森在艾琳娜的看護之下逐漸康復，並遇到了長期追查石鬼面的威廉·A·齊貝林男爵，喬納森為了打倒迪奧，拜齊貝林為師學習「波紋氣功」，這項能力可以透過呼吸產生的能量打倒吸血鬼。他們打倒了迪奧派出的手下，齊貝林在過程中喪命，但他在死前將能量傳給喬納森，讓喬納森得以擊敗迪奧。
在戰鬥結束後的1889年1月，喬納森和艾琳娜結婚、並乘船到美國度蜜月，但大難不死的迪奧也悄悄地埋伏在船上。在迪奧的突襲下，受了致命傷的喬納森不得不與迪奧同歸於盡，而救了一個嬰兒的艾琳娜則藏身在鐵製的棺材中逃過一劫。雖然喬納森已經逝世，但孕育於艾琳娜體內的新生命，以及艾琳娜在船上所救下的嬰兒都繼承了喬納森的高潔精神，展開了新的故事。

## 登場人物

### 主要角色
喬納森·喬斯達（Jonathan Joestar）
日本配音：小杉十郎太（第三部OVA版）；田中秀幸（第一部遊戲版・青年期）；中井和哉（第一部遊戲版・少年期）；小西克幸（第一部劇場版）；興津和幸（電視動畫版、ASB版、EOH版、J群星勝利對決）
海外配音：李景唐（台灣）；李鎮然（香港）
演員：傑克·德雷珀（特摄電影）
第一部的主角（JoJo）。喬治·喬斯達的兒子，系列第二部《戰鬥潮流》的主角喬瑟夫·喬斯達的祖父。1868年出生於英國的富裕家庭，為人誠實善良，溫和溫和，自小就立志成為紳士，但由於母親早逝，同學們因為其地位而排斥他，加上義兄弟迪奧的陷害，使得他的少年時期過得並不愉快。但迪奧卻在無意中成為了他成長的催化劑，當時迪奧發現喬納森和其青梅竹馬艾莉娜正在交往，決定強行奪走艾莉娜的初吻以斷送兩人的愛情。喬納森得知迪奧羞辱了艾莉娜，因憤怒而痛揍迪奧，展現了令迪奧出乎意料的爆發力；後來喬納森的愛犬丹尼被「意外」扔進了焚化爐慘死。喬納森懷疑丹尼的死是迪奧所為，而迪奧也對喬納森的實力有所忌憚，決定暫時假裝兩人和平相處。
七年後(1888年)，喬納森已成長為195公分肌肉發達的巨漢，對比童年時驕傲淘氣的大少爺性格，他的舉止已更加優雅，完美持有紳士的風度。由於對父親收藏的石鬼面感到好奇，為了研究它，喬納森打算在大學畢業後成為考古學家。某天他發現了迪奧的父親達利歐的一封信，意識到迪奧正透過毒害他的父親喬治來竊取喬斯達家族的財產。但當時喬納森礙於沒有任何證據，只能把父親先交給了醫生，自己則試圖尋找解藥。喬納森來到食人鬼街，與一名打算打劫自己的流氓羅伯特·E·O·史比特瓦根的相遇並成功地贏得了對方的友誼。在史比特瓦根的幫助下，喬納森找到了供應迪奧的毒藥的東洋人溫青，並為他的父親拿到了解毒劑。喬納森和史比特瓦根帶著大批的警員正準備以謀殺未遂的罪名帶走迪奧。不料迪奧掌握了石鬼面的力量，試圖殺死喬納森，並打算利用他的血液超越人類成為不朽的吸血鬼。而喬治也因為替喬納森擋下迪奧的攻擊而犧牲，喬納森意識到不管誰來殺死迪奧他都有辦法重生，於是放火焚燒自己的房子，希望累積熱能殺死他。經過一番搏鬥，喬納森用維納斯女神的雕像刺穿了迪奧，將他困在了燃燒的房子裡。但自己也被爆炸波及身受重傷，幸運的是，喬納森與七年未見艾莉娜重逢，在她不眠不休的悉心照料下撿回一命。
出院後的喬納森偶遇一位來自意大利的波紋高手威廉·A·齊貝林。齊貝林用波紋徹底治癒喬納森的傷勢，並透露迪奧在先前的大火中倖存了下來，為了打倒迪奧，喬納森拜師齊貝林男爵學習波紋氣功。並先後擊敗了變成屍生人的溫青和開膛手傑克。在追捕迪奧的過程中，喬納森失去了師父齊貝林男爵，但憑藉齊貝林男爵臨終前託付給喬納森的力量進一步成長，最終擊敗了迪奧。
1889年，喬納森與艾莉娜步入禮堂。然而在兩人蜜月期間，他們搭乘的客船被秘密倖存的迪奧襲擊。迪奧使用『空裂眼刺驚』射中喬納森的頸部使他受到致命傷，但喬納森也炸毀客船消滅迪奧的部下。為了讓艾莉娜和倖存的嬰兒伊麗莎白逃脫，喬納森抓住迪奧的頭部與他一同在沉眠在大西洋的海底，得年21歲。
喬納森是這部故事的開端。荒木表示，他並不是創造喬納森·喬斯達這個角色，而是將這位第一個JoJo塑造成「純潔與尊嚴的象徵」，但他承認這麼做可能會讓角色變得無趣。喬納森的壯碩身材靈感來自當時的肌肉型電影演員，例如阿諾·史瓦辛格和席維斯·史特龍。而作為一個空手道漫畫的愛好者，荒木也讓JoJo散發出如《空手道笨蛋一代》中的鬥氣，因此讓角色學習波紋氣功。
迪奧·布蘭度（Dio Brando）
日本配音：若本規夫（第三部廣播劇CD）；田中信夫（第三部OVA版）；綠川光（第一部遊戲版・青年期、第一部劇場版）；野島健兒（第一部遊戲版・少年期）；千葉一伸（第三部對戰型格鬥遊戲）；子安武人（電視動畫版、ASB版、EOH版、SS版、JUMP FORCE）
海外配音：梁興昌（台灣）；麥皓豐（香港）
舞台劇：宮野真守
第一部的大反派，喬納森的宿敵。喬治·喬斯達的養子，計劃將喬斯達家族的一切奪為己有。他化身為吸血鬼並企圖建立自己的勢力，但這些勢力最終被喬納森瓦解。後來以DIO之名登場於第三部《星塵鬥士》擔任主要反派。

### 波紋戰士
威廉·A·齊貝林（Will A. Zeppeli）
配音：小山力也（日本・遊戲版、劇場版）；鹽屋翼（日本・電視動畫版）；孫誠（台灣）；招世亮（香港）
喬納森的波紋氣功師父。他自稱「男爵」。戴著高頂禮帽，留著小鬍子，個性幽默，但技藝高超。出生於義大利學者家庭的他，年輕時作為父親所在大學的考古發掘隊的一員週遊世界。在墨西哥的地下阿茲特克遺址發掘出石鬼面，但在航行歸途中，父親戴上石鬼面殺死了所有隊員然後在陽光下消失，只剩下齊貝林一人倖存。之後齊貝林踏上追查石鬼面的旅程。最終看到一名男子不使用藥物或工具治癒了瀕臨死亡的人，並確信這種力量就是可以打敗吸血鬼的力量。他來到了從父親那裡聽說的西藏深處的寺廟，向 波紋門派掌門人多配地大師學習了波紋氣功。並得知了自己未來將會為了讓某人成長而犧牲，但仍執意修行。並出現在與吸血鬼迪奧戰鬥中倖存下來的喬納森面前，教他波紋呼吸法及其使用方法。隨後，他與喬納森和史比特瓦根一起追擊迪奧。在雙頭龍之廳與塔卡斯一戰中受了致命傷，臨死前使出「究極奧義‧深仙脈波紋疾走」將自己生命能量全部傳給喬納森後，極速衰老死亡。故事在雜誌上連載時，他臨終前曾表示自己沒有妻子和孩子。然而，由於她的孫子西薩在第二部中登場時引發了爭議，導致後來單行本改為：「齊貝林年輕時曾結過婚，但為了將自己的一生奉獻在摧毀石鬼面而拋棄了家庭。」
中間名「A」指的是安東尼。姓氏的由來是英國搖滾樂團齊柏林飛船。
多配地（Tom Petty）
配音：阪脩（日本・遊戲版）；坂口芳貞（日本・劇場版）；大木民夫（日本・電視動畫版）；馬伯強（台灣）；陳永信（香港）
波紋門派掌門人，率領數百名弟子在西藏深山修行。具有預言能力。收到了齊貝林的信件後，率領旦亞和史特雷從西藏來到英國協助喬納森。
名字的由來是美國音樂家湯姆·佩蒂。
旦亞（Dire）
配音：堀之紀（日本・遊戲版）；武虎（日本・電視動畫版）；梁興昌（台灣）；鍾見麟（香港）
多配地的門徒，是與齊貝林共同修行二十載的摯友。以必殺技「閃電十字烈空刃」向迪奧挑戰不成，反而粉身碎骨而亡，臨死前以帶有波紋能量的玫瑰傷了迪奧的右眼。
又譯。名字的由來是英國搖滾樂團險峻海峽（Dire Straits）的前半段。
史特雷（Straizo）
配音：三浦祥朗（日本・遊戲版）；飛田展男（日本・電視動畫版）；喬資淯（台灣）；黃積權（香港）
多配地的門徒，是長相英俊的波紋戰士。在第一部故事結束後的約五十年後，繼承了多佩地的衣缽，成了波紋門派的掌門人。在第二部擔任反派。
又譯史特雷佐。名字的由來是英國搖滾樂團險峻海峽（Dire Straits）的後半段。

### 喬納森相關者
羅伯特·E·O·史比特瓦根（Robert E. O. Speedwagon）
配音：小野坂昌也（日本・遊戲版）；上田燿司（日本・電視動畫版）；馬伯強（台灣）；陳欣（香港）
1863年10月16日出生，倫敦食屍鬼街的流氓老大，耍弄藏有利刃的帽子是他的絕活。在和喬納森交手後被其紳士風範所吸引，決定終生追隨他揭穿DIO的陰謀。相當重義氣，會在JoJo身邊進行解說，是著名的解說役角色，但在電影版中因為篇幅關係被剔除。和DIO一樣在貧民窟出生。
在故事開始之前，他曾到世界各地旅行過，見識過各種各樣的動植物和自然奇景。在第一部的故事結束後仍繼續協助喬斯達家，在第二部擔任配角，後於1952年因突發心臟病逝世，享壽89歲。死後他所創立的財團仍持續協助喬斯達家直至第六部。
姓名的由來是美國搖滾樂團快速馬車合唱團。大然出版社的翻譯版本省略了「羅伯特·E·O·」，將之翻譯成史比特·瓦根。
艾莉娜·班魯多（Erina Pendleton）
配音：久川綾（日本・遊戲版）；水樹奈奈（日本・劇場版）；川澄綾子（日本・電視動畫版）；張乃文（台灣）；黃昕瑜（香港）
喬納森的青梅竹馬，醫生的獨生女。在第一部的最後嫁給了喬納森·喬斯達，並在第二部作為配角後壽終內寢，享壽81歲。
名字取自披頭四樂團的歌曲Eleanor Rigby。
喬治·喬斯達一世（George Joestar I）
配音：磯部勉（日本・遊戲版、劇場版）；菅原正志（日本・電視動畫版）；馬伯強（台灣）；潘文柏（香港）
英國貴族，喬斯達家的家長，喬納森的父親。不時會出外貿易，在1868年的馬車事故中失去妻子，醒來後誤認達里奧·布蘭度為救命恩人，之後收養了迪奧。數年之後，由於迪奧的陷害而病重，最後為了保護兒子喬納森而身亡，但他的精神已經傳承給喬納森。
丹尼（Danny）
喬納森的愛犬。由於迪奧的陷害，使得牠被木箱困住後放置到焚化爐中，在管家焚燒垃圾時被燒死。
名字取自美國搖滾雙人組Loggins and Messina的歌曲Danny's Song。
波克（Poco）
配音：阪口大助（日本・遊戲版）；小林由美子（日本・電視動畫版）；張乃文（台灣）；陳琴雲（香港）
住在風之騎士鎮的男孩。他被迪奧催眠，引誘喬納森等人被屍生人包圍。性格膽小，每天都被村裡的壞孩子欺負。有一個姊姊。在喬納森與塔卡斯對戰時，受到喬納森的精神影響而想起了姊姊的教誨，協助開啟了一扇門，讓齊貝林得以協助喬納森對抗塔卡斯。
名字的由來是美國鄉村搖滾樂團Poco。
波克的姊姊（Poco's sister）
配音：萩森順（日本・遊戲版）；遠藤綾（日本・電視動畫版）；張乃文（台灣）；吳羨婷（香港）
住在風之騎士鎮的少女，她具有強烈的正義感和堅強的意志力，獨立、嚴格且有愛心。在故事中沒有出現名字，動畫版的名字是佩姬。

### 迪奧相關者
達利歐·布蘭度（Dario Brando）
配音：矢田耕司（日本・遊戲版）；小沢一敬（劇場版）；宮澤正（日本・電視動畫版）；孫誠（台灣）
迪奧的父親，是個不折不扣的混混，虐待迪奧並造成迪奧的母親過勞死。也是因為他，迪奧也變得越來越邪惡。被懷恨在心的迪奧在餐飲中長期投毒而衰弱，過身前將親筆撰寫委託喬斯達家收留迪奧的介紹信交給迪奧。事後被迪奧唾棄其墳墓。
溫青（Wang Chan）
配音：田中和實（日本・遊戲版）；井戶田潤（劇場版）；中博史（日本・電視動畫版）；梁群（台灣）；林保全（香港）
是在英國食屍鬼街販賣毒藥的東洋人，他將毒藥賣給迪奧作為謀害喬斯達一世之用。在迪奧與喬納森於喬斯達宅邸戰鬥後，被迪奧吸收成為手下，後遭喬納森擊殺。
又譯王鐘或王虔。名字的由來是英國搖滾樂團Wang Chung。
開膛手傑克（Jack the Ripper）
配音：江川央生（日本・遊戲版）；楠見尚己（日本・電視動畫版）；馬伯強（台灣）；葉振聲（香港）
史實人物，在1888年於英國犯下多起殺人案的殺手。在本故事中，他被迪奧變成屍生人並效忠於他。傑克在風之騎士鎮入口阻攔喬納森等人，先是被齊貝林重創後，後遭喬納森擊殺。
布拉霍（Bluford）
配音：神奈延年（日本・遊戲版）；奈良徹（劇場版）；津田健次郎（日本・電視動畫版）；馬伯強（台灣）；劉奕希（香港）
瑪麗女王忠誠的雙騎士之一，能操縱頭髮來戰鬥，在與喬納森一戰後將勇氣與幸運之劍送給了他。最終遭喬納森擊殺。
名字的由來是曾任多個樂團鼓手的比爾·布魯佛。瑪麗女王是史實人物，但這個角色是虛構的。
塔卡斯（Tarkus）
配音：鄉里大輔（日本・遊戲版）；園部好德（劇場版）；稻田徹（日本・電視動畫版）；梁群（台灣）；蕭徽勇（香港）
瑪麗女王忠誠的雙騎士之一，高大強壯的武人。最終遭喬納森擊殺。
名字取自英國前衛搖滾樂團愛默生、雷克與帕瑪的專輯Tarkus。瑪麗女王是史實人物，但這個角色是虛構的。
怪人杜比
配音：不明（日本・遊戲版）；石上裕一（日本・電視動畫版）；孫誠（台灣）；麥皓豐（香港）
迪奧的部下，臉上孔洞藏有毒蛇。受迪奧之命殺死波克的姊姊，後遭喬納森擊殺。
名字取自美國搖滾樂團杜比兄弟。
迪奧的朋友
配音：松岡禎丞（日本・電視動畫版）；梁群（台灣）；待查詢（香港）
第一集迪奧強吻艾莉娜之後稱讚迪奧。

## 專有名詞
石鬼面
一個石頭製成的面具，沾上血液後就會從面具側邊伸出數根骨針，刺進戴面具者的腦內並改變人類的基因，使他成為吸血鬼。變成吸血鬼之後，肉體會變得年輕、並且擁有強大的生命力，性格也會變得邪惡。能吸取他人體內的血液和能量，被吸取的人會變成屍生人，大多數會喪失理性並按照本能行動。但是身體在照到太陽光(紫外線)時就會化為灰燼。面具使用在人類以外的生物也會有同樣的效果。
在第一部登場的石鬼面是考古學家在阿茲特克遺跡發現，並且由倫敦的藝術品商人賣給喬斯達家的。而它的來源直到第二部才被交代清楚。
吸血鬼
利用石鬼面的骨針刺激大腦，經歷異常進化成為超越人類的存在。成為吸血鬼後，他們的身體會恢復到巔峰狀態，但個性會變成十分邪惡。他們能透過吸取他人血液中的能量來恢復活力並治癒傷口。不僅可以用嘴巴吸血，還能用指尖刺穿血管。除了超人的力量，他們還擁有超越一般人的力量，例如從眼球中發射高度壓縮的體液子彈。只要他們的頭部（大腦）沒有被完全摧毀，即使失去身體只剩下脖子，他們也不會死亡。此外，暴露在提供生命能量的陽光下，或波紋
波紋呼吸法產生的陽光波會導致他們的細胞壞死。此外，第二部的科學分析表明紫外線對他們有效。
與傳說中的吸血鬼不同，迪奧不受十字架等宗教符號的影響，並在一對乞求饒命的母子面前捏碎了一串玫瑰經。迪奧進一步研究了吸血鬼的能力，並發明了諸如蒸汽凍結之類的獨特技能。在第三部中，他竊取了喬納森的身體，並獲得了“肉芽”等新技能。
在第二部中，揭示了吸血鬼被柱之男捕食作為高效的能量來源。
屍生人
吸血鬼的低等種族，又稱不死者。他們沒有戴石鬼面，而是被吸血鬼間接注射“吸血鬼體液”變成怪物。除了被吸血鬼吸血之外，還有從墓地復活並被用作奴役的。他們擁有與吸血鬼同等的超自然能力，但由於仍然是屍體，無法感知疼痛或再生，只能透過吸血和吞食人肉來補充腐爛的肉體。他們也像石面吸血鬼一樣擁有製造活屍的能力，因此除非徹底消滅他們，否則活屍的數量還會持續增加。在本作中，除了像布拉霍這樣的少數人之外，大多數人口都由智力低下的人組成，但在第二部中，有一些人憑藉著高到足以完全欺騙人類的智力存活了下來。
波紋氣功
從東方傳來的一種仙術，透過獨特的呼吸法讓體內的能量活化，並將這種生命能量變成波紋，這種波紋和太陽光的波形是相同的。修練者能延緩老化、以波紋療傷、傳遞能量，強大的波紋能擊潰吸血鬼的身體組織。波紋在水中傳遞的速度很快，但在無法呼吸的環境（例如水中）無法產生出波紋氣功。波紋可以透過生物的體液間接傳遞，但如果以金屬為媒介則需要直接接觸。吸血鬼使用了波紋氣功就會自我毀滅。
風之騎士鎮
第一部中的一個小鎮。同時也是喬納森·喬斯達和迪奧·布蘭度決戰的舞台。位於倫敦南部，三面環山，險峻難行。南側有一處懸崖，俯瞰大海。騎馬大約一天的路程。煤礦開採依賴囚犯挖掘的龐大鐵路系統。這裡的居民都是以捕魚和農業為生的普通人。這座小鎮原本有452名居民，但在迪奧突然接管後，其中73人變成了殭屍。小鎮始建於中世紀，是皇家騎士的訓練場。中世紀時期為了訓練騎士而在這裡舉行七十七戒的試煉。村莊周圍的陡峭懸崖上建有「雙頭龍殿」等訓練堡壘。這些設施如今仍\未受破壞。村莊的郊區有一座集體墳墓，埋葬著在戰鬥中陣亡或被處決的騎士。

## 話數列表
| 卷数 | 日文標題 | 中文標題         | 日文話數 | 中文話數 |
| ---- | -------- | ---------------- | -------- | --- |
| 1    |          | 侵略者迪奧之卷   |          | 侵略者迪奧之卷 新朋友！之卷 親愛的艾莉娜之卷 不能認輸的戰爭之卷 火噬丹尼爾之卷 過去來的信函之卷 對父親的誓言之卷 食屍鬼街戰鬥之卷                                                        |
| 2    |          | 血的飢渴！之卷   |          | 鬼面的人體實驗之卷 血的饑渴！之卷 超越人類！之卷 一對戒指之卷 不死的怪物之卷 復活的死者襲擊之卷 與迪奧的青春對決！之卷 慈愛的女神像之卷 懷念的容顏之卷                                   |
| 3    |          | 黑暗的騎士們之卷 |          | 開膛手傑克&奇人齊貝林之卷 奇蹟的能力之卷 海上的慘劇之卷 被詛咒的城鎮之卷 恐怖是我的囊中之物之卷 北風與維京海盜之卷 陷阱邀請之卷 凍血成石鬼面力之卷 黑暗的騎士們之卷 從過去來的復仇鬼之卷 |
| 4    |          | 雙頭龍之廳之卷   |          | 77輝輪的勇者之卷 黑騎士的咒縛之卷 英雄們瞑目之卷 騎士們的遺跡之卷 雙頭龍之廳之卷 明日的勇氣之卷 師者的預言之卷 怒不可遏之卷 遙遠之國來的三個人之卷 怪人杜比之卷                          |
| 5    |          | 最後的波紋！之卷 |          | 閃電十字空烈刃之卷 血戰！JOJO與DIO之卷 炎與冰！之卷 惡鬼的死期！之卷 暴風雨的序曲之卷 最後的波紋！之卷 忘卻的彼方之卷                                                                    |

## 出版書籍
單行本
| 冊數 | 集英社        | 集英社             |
| 冊數 | 發售日期      | ISBN               |
| ---- | ------------- | ------------------ |
| 1    | 1987年8月10日 | ISBN 4-08-851126-3 |
| 2    | 1988年1月8日  | ISBN 4-08-851127-6 |
| 3    | 1988年4月8日  | ISBN 4-08-851128-3 |
| 4    | 1988年6月10日 | ISBN 4-08-851129-8 |
| 5    | 1988年8月10日 | ISBN 4-08-851130-1 |

文庫版
| 冊數 | 集英社        | 集英社             |
| 冊數 | 發售日期      | ISBN               |
| ---- | ------------- | ------------------ |
| 1    | 2002年2月15日 | ISBN 4-08-617784-6 |
| 2    | 2002年2月15日 | ISBN 4-08-617785-4 |
| 3    | 2002年2月15日 | ISBN 4-08-617786-2 |

第1部 總集篇
| 冊數 | 集英社        | 集英社                 |
| 冊數 | 發售日期      | ISBN                   |
| ---- | ------------- | ---------------------- |
| 全   | 2012年10月5日 | ISBN 978-4-08-111057-5 |

函裝版（盒裝版）
| 冊數 | 集英社        | 集英社                 | 東立出版社     | 東立出版社             |
| 冊數 | 發售日期      | ISBN                   | 發售日期       | ISBN                   |
| ---- | ------------- | ---------------------- | -------------- | ---------------------- |
| 1    | 2013年12月4日 | ISBN 978-4-08-782832-0 | 2016年9月15日  | ISBN 978-986-431-912-1 |
| 2    | 2013年12月4日 | ISBN 978-4-08-782833-7 | 2016年9月15日  | ISBN 978-986-431-913-8 |
| 3    | 2014年1月4日  | ISBN 978-4-08-782834-4 | 2016年10月15日 | ISBN 978-986-431-914-5 |

## 衍生作品

### 劇場版動畫
《JoJo的奇妙冒險 幻影血脈》（ジョジョの奇妙な冒険 ファントムブラッド）於2007年2月17日公開上映，製作人馬是星塵鬥士OVA的製作群。內容改編了本作的內容，但刪減了部份的劇情與角色，包括第一男配角史比特瓦根。因為票房收入慘淡，所以沒有發售DVD。
主題曲《VOODOO KINGDOM》
作詞：Diggy-MO'、Bro.Hi　作曲：Diggy-MO'、Shinnnosuke　編曲：Shinnnosuke　歌：SOUL'd OUT
配音
- 喬納森·喬斯達：小西克幸
- 迪奧·布朗度：綠川光
- 艾莉娜·班魯多：水樹奈奈
- 威廉·A·齊貝林：小山力也
- 喬治·喬斯達一世：磯部勉
- 多配地：坂口芳貞
- 達利歐．布朗度：小澤一敬（搞笑二人組Speedwagon）
- 溫青：井戸田潤（搞笑二人組Speedwagon）

### 電視動畫
2012年10月開始至2013年4月在TOKYO MX、MBS、CBC、東北放送、RKB每日放送、BS11等台播放。全26話，其中第1話至第9話為原作第一部的內容。並和原作第二部合集為第一季。

## 備註
1. ↑  台灣東立出版社代理的盒裝版採用此譯名。
2. ↑  Animax台灣與木棉花採用此譯名。
3. ↑  台灣東立出版社代理的盒裝版採用此譯名。